# Barrage de Viliouï
Le barrage de Viliouï est une centrale hydroélectrique de grande taille située sur la rivière Viliouï  en Sibérie orientale dans la république de Sakha (Russie). D'une puissance de 650 MW, cet équipement a été construit en deux étapes entre 1964 et 1976 pour répondre aux besoins générés par la mise en exploitation de plusieurs mines de diamant. C'est le premier grand barrage construit dans des conditions de froid aussi extrêmes sur du pergélisol.

## Géographie
Le barrage de Viliouï est construit sur le cours moyen de la Viliouï à 1 315 kilomètres de son confluent avec la Léna dans laquelle elle se jette après avoir parcouru 2 650 kilomètres. Elle prend sa source dans la partie centrale du plateau de Sibérie centrale. Au niveau du barrage la rivière a collecté les eaux d'un  bassin versant d'une superficie de 136 000 km2. La superficie totale du bassin versant de la rivière est de 454 000 km2. Le Viliouï est un cours d'eau abondant mais très irrégulier. Le débit moyen annuel au barrage est de 641 m3/s avec une pointe très marquée au moment de la fonte des neiges (1 608 et 1 157 m3/s respectivement en juin et juillet).  Le climat dans la région est très rigoureux avec une température annuelle moyenne de −7 °C pouvant chuter jusqu'à −60 °C au cœur de l'hiver. Le pergélisol s'étend jusqu'à une profondeur de 350 mètres.

## Historique
Le bassin de la Viliouï, région de la Sibérie orientale où se situe le barrage est, du fait de son climat très froid, faiblement peuplée jusqu'au début des années 1950. Ses occupants initiaux sont des Iakoutes, une population autochtone résultant de la rencontre entre le XIIIe et le XVIIe siècle d'un courant migratoire d'autochtones turcophones ayant émigré d'Olkhon et la région du lac Baïkal vers les cuvettes de la moyenne Léna et des rivières Aldan et Vilioui, où ils se sont mêlés à d'autres populations du nord de la Russie comme les Évènes et les Evenks.
La découverte dans la région en 1954 par la géologue soviétique Larissa Popougaïeva (en) de kimberlite, une roche diamantifère dans le bassin de la Viliouï, entraine l'ouverture de plusieurs mines à ciel ouvert qui suscitent à leur tour la venue d'un grand nombre de travailleurs originaires de toute l'Union soviétique et la création des agglomérations de Mirny, Oudatchny et Aïkhal. Pour alimenter en énergie les mines et les installations humaines, le gouvernement soviétique décide la création d'une usine hydroélectrique sur la Viliouï, principal cours d'eau de la région, sur un site situé à une centaine de kilomètres au nord-est de la ville de Mirny et à environ 700 kilomètres du confluent du fleuve avec la Léna.
Le barrage et les usines hydroélectriques associées sont construites en deux temps entre 1962 et 1976. Le lac de retenue, le barrage et la première usine électrique deviennent opérationnels le 24 septembre 1970. Une deuxième usine hydroélectrique dotée de son propre canal d'alimentation est entrée en service en 1976. Pour héberger les constructeurs puis les employés permanents de la centrale hydroélectrique, une nouvelle agglomération, baptisée Tchernychevski est créée immédiatement à côté de celle-ci.

## Une construction dans des conditions extrêmes
À l'époque de la construction du barrage, les ingénieurs soviétiques n'avaient jamais eu à édifier de barrages de cette taille dans des conditions climatiques aussi extrêmes. Jusque-là, les températures minimales requises pour édifier certaines parties du barrage fixées à -5 à -10 °C, imposaient une pause hivernale allongeant la durée du chantier. Pour la première fois dans le monde la construction d'un barrage s'est poursuivie en hiver dans des conditions climatiques extrêmes (température moyenne annuelle comprise entre -8 et -12 °C, moins de 60 jours hors gel par an, variation de température quotidienne pouvant atteindre 40 °C, températures hivernales chutant en dessous de -40 °C à -60 °C durant des périodes prolongées) grâce à une organisation adaptée et des méthodes de construction nouvelles.

## Caractéristiques techniques
Le barrage de Viliouï est un barrage en remblai de 75 mètres de hauteur. Il mesure 630 mètres de longueur et sa largeur à la base est de 600 mètres. Il représente un volume de remblais de 7 millions de mètres cubes. La crête du barrage est à l'altitude de 249 mètres et a une largeur de 8,74 mètres. Le barrage a été construit sur un sol composé de dolérite à inclusions de xénolites (roche sédimentaire plus friable) dans une zone de pergélisol s'étendant jusqu'à 350 mètres de profondeur. Il est réalisé avec des matériaux disponibles sur place. Il comporte un noyau constitué de loam de blocailles et de gravier en partie imperméable. Celui-ci repose sur une dalle de béton armé prolongée par un rideau d'injections allant jusqu'à 30 mètres de profondeur. Le sommet de la crête est recouvert par une couche de sable et de gravier de 2,5 mètres d'épaisseur ayant pour objectif de réduire le gel de la partie supérieure et le soulèvement associé.
Deux usines électriques avec chacune leur canal d'amenée ont été construites, la première sur la rive droite et la seconde sur la rive gauche. Pour alimenter la première centrale électrique, l'eau est acheminée par un canal d'amenée dans lesquels sont situées des prises d'eau alimentant par plusieurs conduites les turbines situées dans une galerie profonde dans la roche. Le déversoir situé dans le prolongement du canal d'amenée est d'une largeur de 40 mètres, a une capacité de 4 830 m3/s et est fermé par des vannes à plusieurs segments de 14 mètres de hauteur. La deuxième usine électrique est alimentée par un canal distinct situé sur l'autre rive et est construite dans une excavation réalisée sur la rive. Des lignes électriques à haute tension alimentent en énergie électrique Mirny et les agglomérations minières (Oudatchny et Aïkhal situées 400 kilomètres au nord.
Le réservoir créé par le barrage a une superficie de 200 000 hectares et a une longueur de 450 kilomètres pour une superficie de 220 000 hectares ce qui en fait un des plus grands lacs artificiels de Russie. Sa profondeur maximale est de 70 mètres et le volume d'eau stockable est de 36 km3.

## Impact écologique
La création du réservoir a eu des conséquences écologiques importantes sur une région par ailleurs touchée par plusieurs sources de pollution contemporaines (retombées d'étages de fusées chargés d'ergols très polluants tirées depuis le cosmodrome de Baïkonour, contamination par les explosions nucléaires souterraines réalisées pour accélérer des opérations de génie civil, pollutions engendrées par les mines de diamant). Plusieurs centaines de milliers d'hectares de forêts ont été noyés par le barrage sans aucun défrichage préalable. La décomposition anaérobie des arbres sous les eaux a entrainé la contamination du bassin versant et chassé la faune d'une large portion d'un cours d'eau  jusque-là poissonneux. La température moyenne des eaux en aval du barrage a baissé en moyenne de 8 °C car elle est provient du fond de réservoir dans laquelle se trouve l'eau la plus froide. La masse d'eau du réservoir a entrainé un réchauffement de la région de 5 à 6 °C et entrainé l'apparition de vents violents.

Barrage de la Viliouï
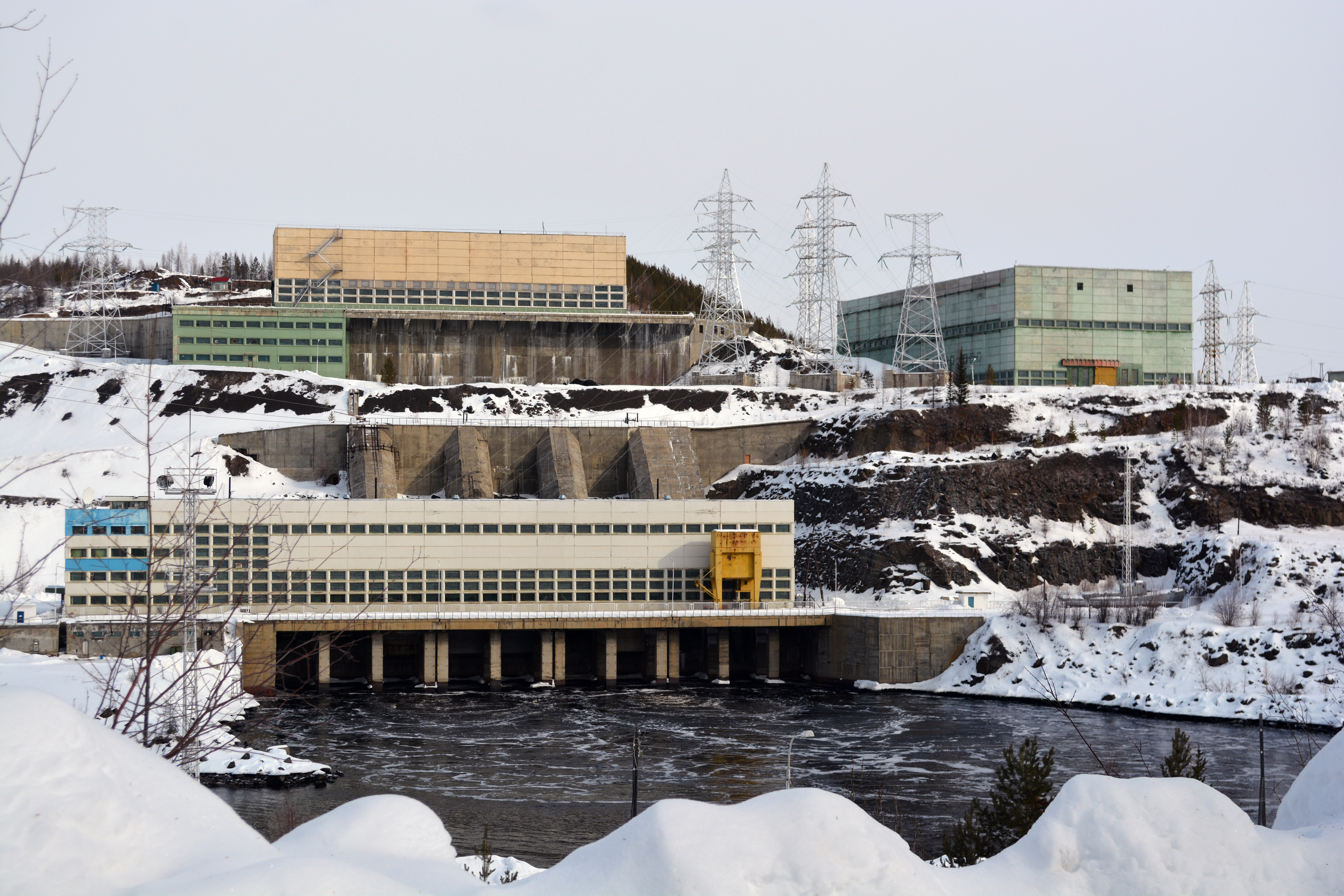
Sortie de la deuxième usine électrique
Salle des turbines d'une des deux usines électriques
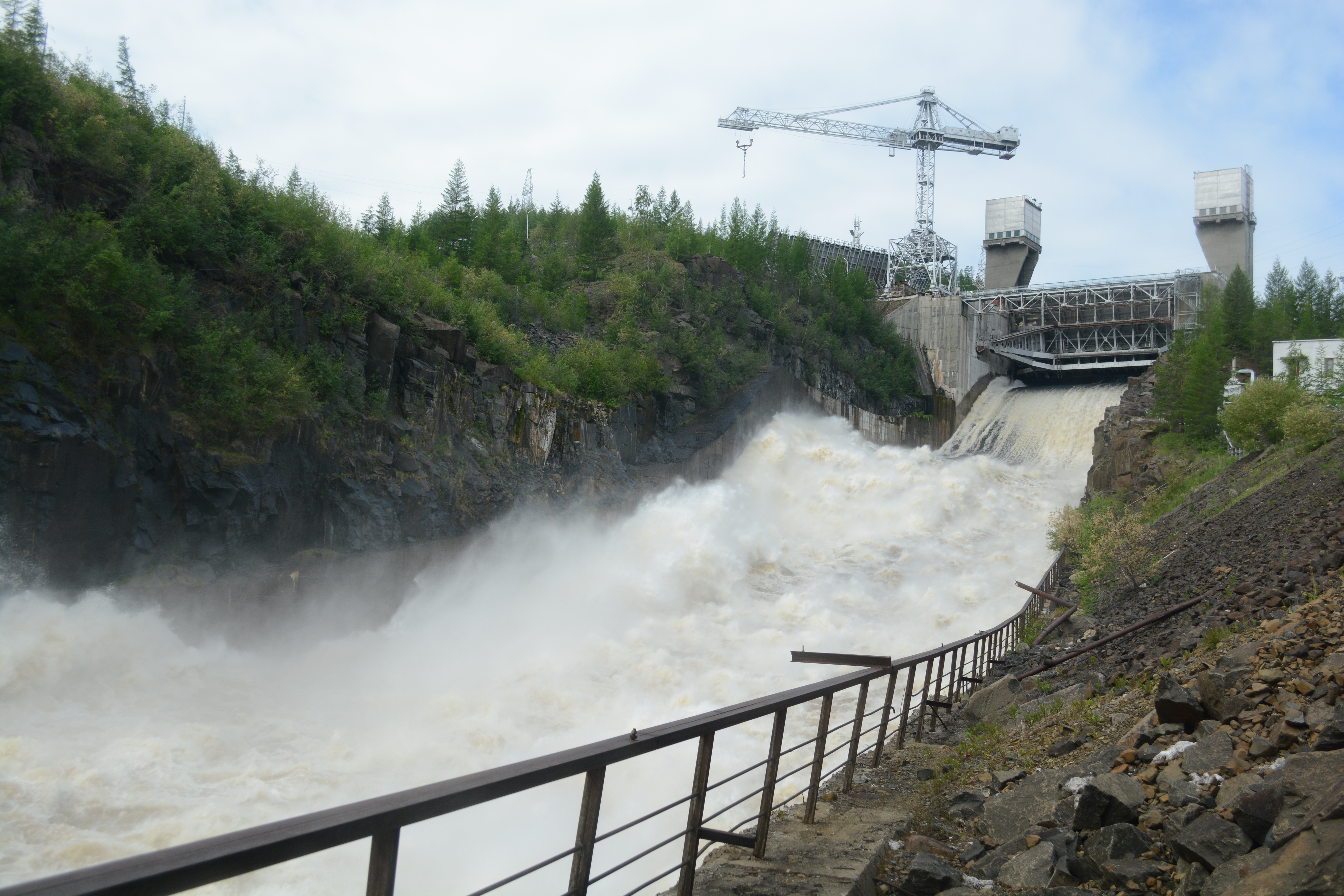
Déversoir en période de crue
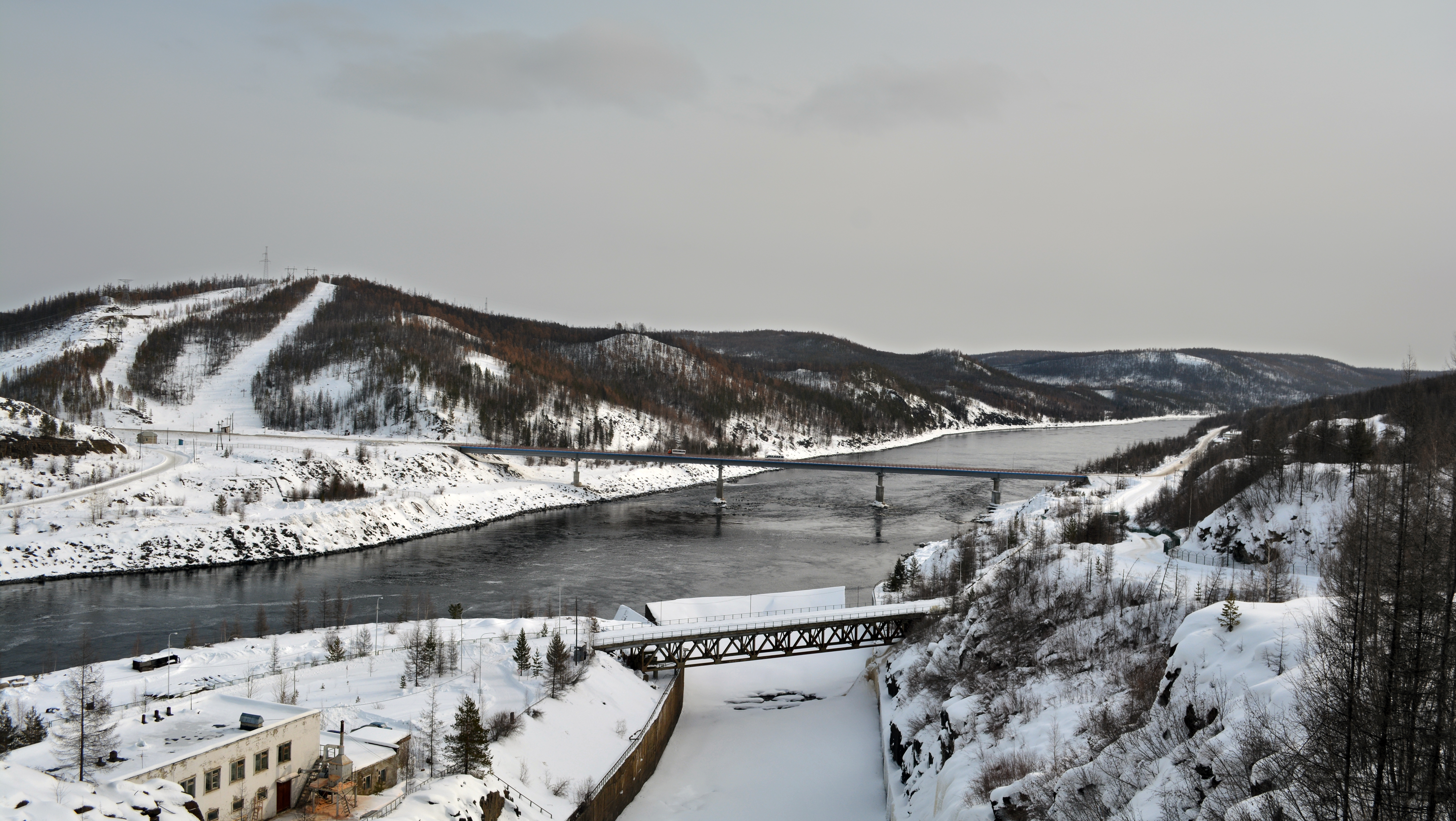
La Viliouï en aval du barrage et extrémité du déversoir

Vue panoramique en aval du barrage.

## Source
- (en) G. F. Biianov « Experience in Constructing Dams on Permafrost in Yakutia » (13-28 juillet 1973)  (lire en ligne) [PDF]
—Permafrost: Second International Conference